# Strage di Barbania
La strage di Barbania (comune in provincia di Torino) è stata una strage fascista compiuta il 21 febbraio 1945 per mano di un plotone della Divisione Folgore della Repubblica Sociale Italiana.

Furono uccisi dieci partigiani della quarta divisione "Piemonte" delle brigate Garibaldi, catturati a Cirié il 17 febbraio 1945: Luigi Bettani, Giuseppe Bettas, Luigi Bosa, Angelo Capasso, Domenico Caporossi (Miguel), Ernesto Casagrande, Giovanni Modica, Rinaldo Picatti, Vittorio Rolle e Piero Spedale.

## Ultime lettere
Piero Spedale e Domenico Caporossi prima di morire scrissero due lettere, entrambe conservate presso l'Istituto piemontese per la storia della Resistenza e della società contemporanea "Giorgio Agosti" di Torino.

### Domenico Caporossi (Miguel)

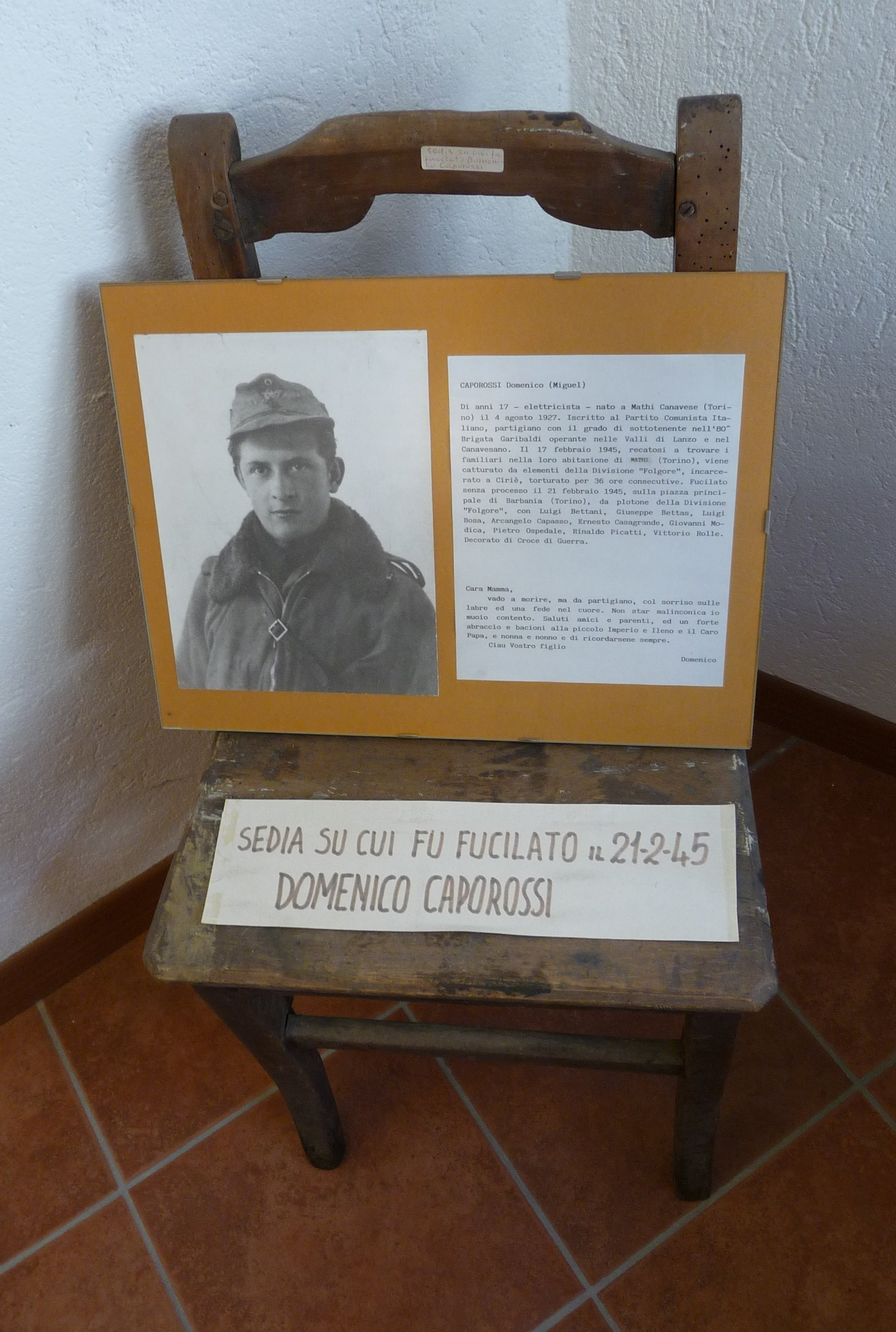
Sedia su cui fu fucilato Domenico Caporossi

Domenico Caporossi era nato il 4 agosto 1927 a Mathi, in provincia di Torino. Il suo nome di battaglia era Miguel. Dopo essere stato catturato e imprigionato fu torturato per 36 ore. Scrisse alla madre, sul retro di una busta:
Cara Mamma Vado a morire, ma da partigiano, col sorriso sulle labbra ed una fede nel cuore. Non star malinconica io muoio contento. Saluta amici e parenti, ed un forte abbraccio e bacioni alla piccolo Imperio e Ilenio e il Caro Papa, e nonna e nonno e di ricordarsene sempre. Ciau Vostro figlio

Domenico»

### Piero Spedale

Piero Spedale

Piero Spedale (nato il 21 agosto 1921 a Calascibetta, in provincia di Enna), unitosi alla Resistenza dal settembre 1944 scrisse ad una contessa, chiedendole di informare la sua famiglia:
Le comunico da questa mattina alle ore 7 sono pronto per partire che mi debbono fucilare io sono innocente, e pure devo essere fucilato. La prego gentilmente quando tutto sarà finito la prego di scrivere a mia casa e farle sapere tutto. Non avendo altro da dirle le invio i più cari ed aff.si saluti, cari saluti alle signorine alla signora Rigoletti, alla signora mattirolo, alla sig.na Bobando, Teresa e tutti gli amici. ancora una volta la saluto caramente aff.mo Spedale Piero questo indirizzo di mia casa

Spedale Paolino Via Itria 14 Calascibetta (Enna)

21 febbraio 1945

cari saluti al signor Conte»